# 韦恩堡童子军
韦恩堡童子军是一支职业垒球队，1979年赛季在印第安纳州韦恩堡的塔库姆瓦娱乐中心参加了美国职业垒球联盟（APSPL）  

## 联赛历史
在20世纪70年代末和80年代初，美国成立了几个男子职业慢投垒球联盟，以建立在这一时期蓬勃发展的男子业余比赛中的增长和人才。美国职业慢投联盟（APSPL）是第一个这样的联盟，在职业体育联盟的实验时代启动。APSPL于1977年由前世界足球联盟前台主管比尔-伯恩成立，他后来又创立了女子职业篮球联盟。前纽约洋基队明星惠特尼-福特是APSPL的第一位专员。童子军以其赞助商国际收割机童子军命名，该产品在韦恩堡生产。该队部分由前美国职业棒球大联盟球员吉姆-里弗（Jim River）拥有和管理。

## 韦恩堡童子军
韦恩堡将提出职业垒球6年中最糟糕的记录之一，在1979年赛季结束时取得了8-56（.172）的记录，落后密尔沃基施利茨32.5场。密尔沃基队将在1979年战胜肯塔基波旁队夺得APSPL冠军，施利茨队球员里克-魏特曼赢得了系列赛和联盟MVP奖。这个系列赛是在新的体育网络ESPN播出的第一个体育赛事。虽然之前为芝加哥风暴队效力的汤米-斯帕恩和卡德尔-柯林斯进入了在肯塔基州路易斯维尔举行的季中全明星赛，但没有球探进入全美职业棒球联赛阵容。前芝加哥球员Mike Krolicki也为韦恩堡队出场，童子军的Lou Banks（16个HRs）在这一年也做出了贡献。戴夫-伊尔西泽和戴夫-弗兰斯帮助领导超强的童子军，交换了接球和投球的职责。

## 韦恩堡抱抱熊队
北美垒球联盟（NASL）在1979年赛季后从APSPL分裂出来，有三支球队从APSPL来到新成立的NASL--福里-韦恩，克利夫兰-斯蒂芬的竞争者，由担任NASL主席的泰德-斯蒂芬拥有，还有APSPL冠军密尔沃基-施利茨。8支NASL球队中有6支是由斯蒂芬拥有的，只有韦恩堡和密尔沃基有非斯蒂芬的所有权。前MLB球员Mudcat Grant担任该联盟的公关官员。NASL只持续了一个赛季。韦恩堡熊队是由里维拉组建的，也是在韦恩堡的Tah-Cum-Wah综合体育馆进行比赛。该队是以当地一家糖果公司生产的棒棒糖命名的。
哈格尔熊队的表现并不比球探队好，在这一年中以11胜49负（0.183）结束，在NASL东部赛区落后密尔沃基36场。没有哈格尔熊队进入全职业队，但卢-班克斯和卡德尔-科林斯代表韦恩堡参加了在俄亥俄州威洛比举行的季中全明星赛。该队确实有前旧金山巨人队的布鲁斯-米勒，他是韦恩堡人。1980年，戴夫-弗兰斯再次为韦恩堡队投球，卡德尔-科林斯和卢-班克斯提供力量，埃迪-埃科尔斯和克林特-韦利为哈格尔熊队增加了深度。NASL在本赛季结束时解散，为韦恩堡职业垒球的灾难性发展画上了句号。

## 韦恩堡逐年记录
| 年   | 队名   | 记录  | 百分比 | 结束   | 分配   | 季后赛 | 联盟             |
| ---- | ------ | ----- | ------ | ------ | ------ | ------ | ---------------- |
| 1979 | 童子军 | 8-56  | .172   | 第四名 | 中西部 | -      | APSPL            |
| 1980 | 抱抱熊 | 11-49 | .183   | 第四名 | 西     | -      | 美国国家语文协会 |